# Portlaalpe

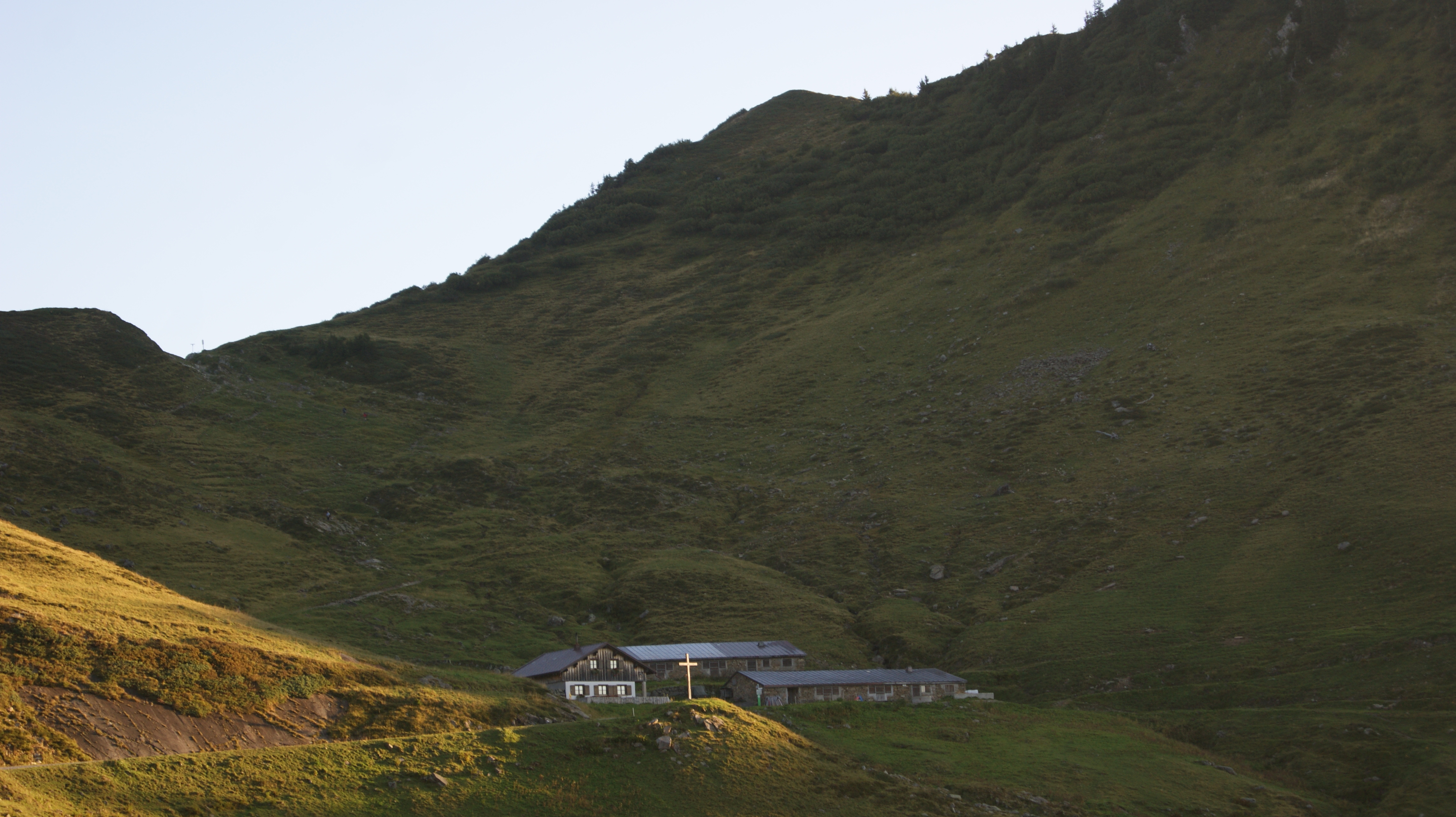
Portlaalpe von der Furkajochstraße (L51) aus gesehen.

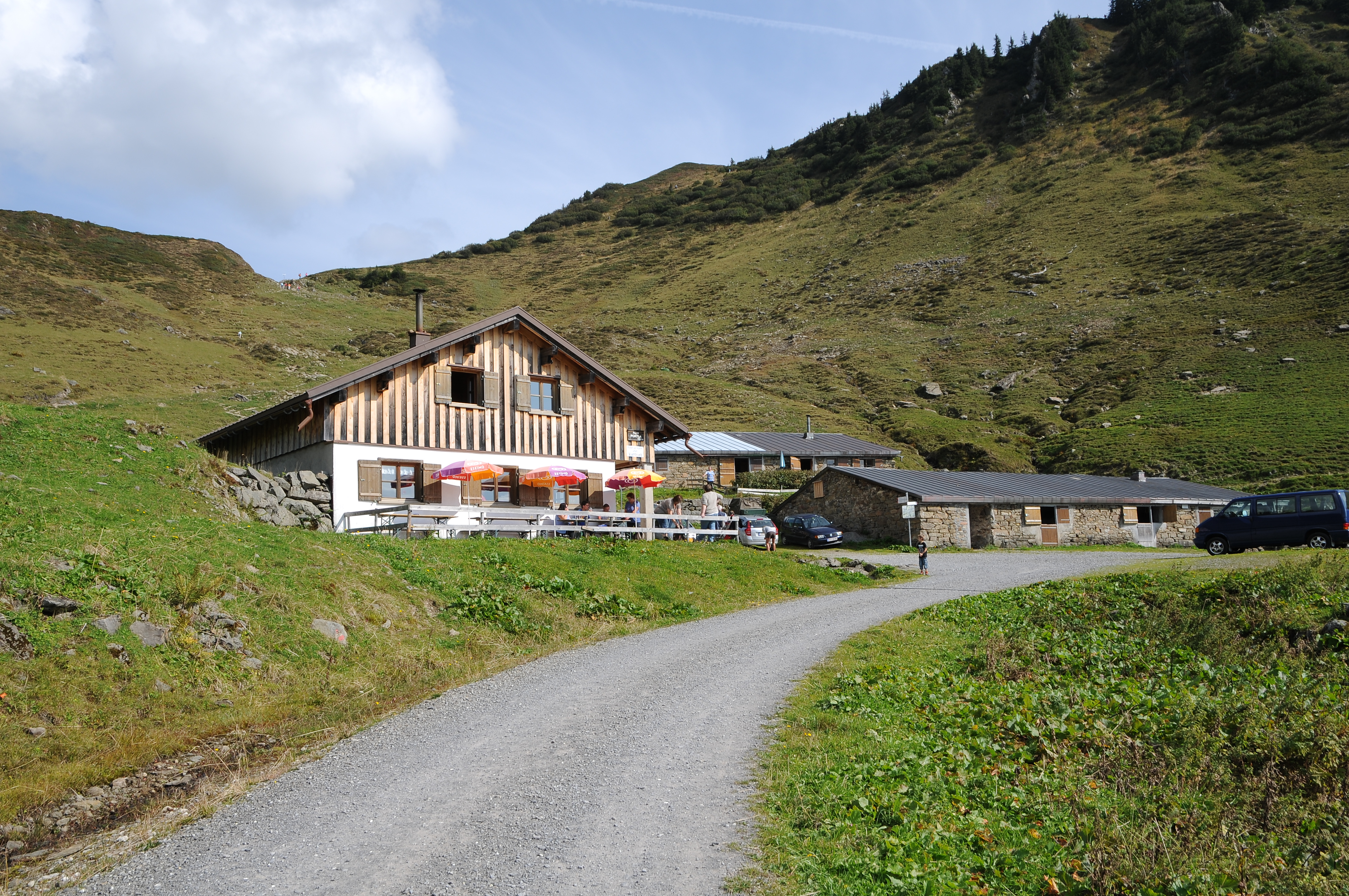
Alpgebäude.

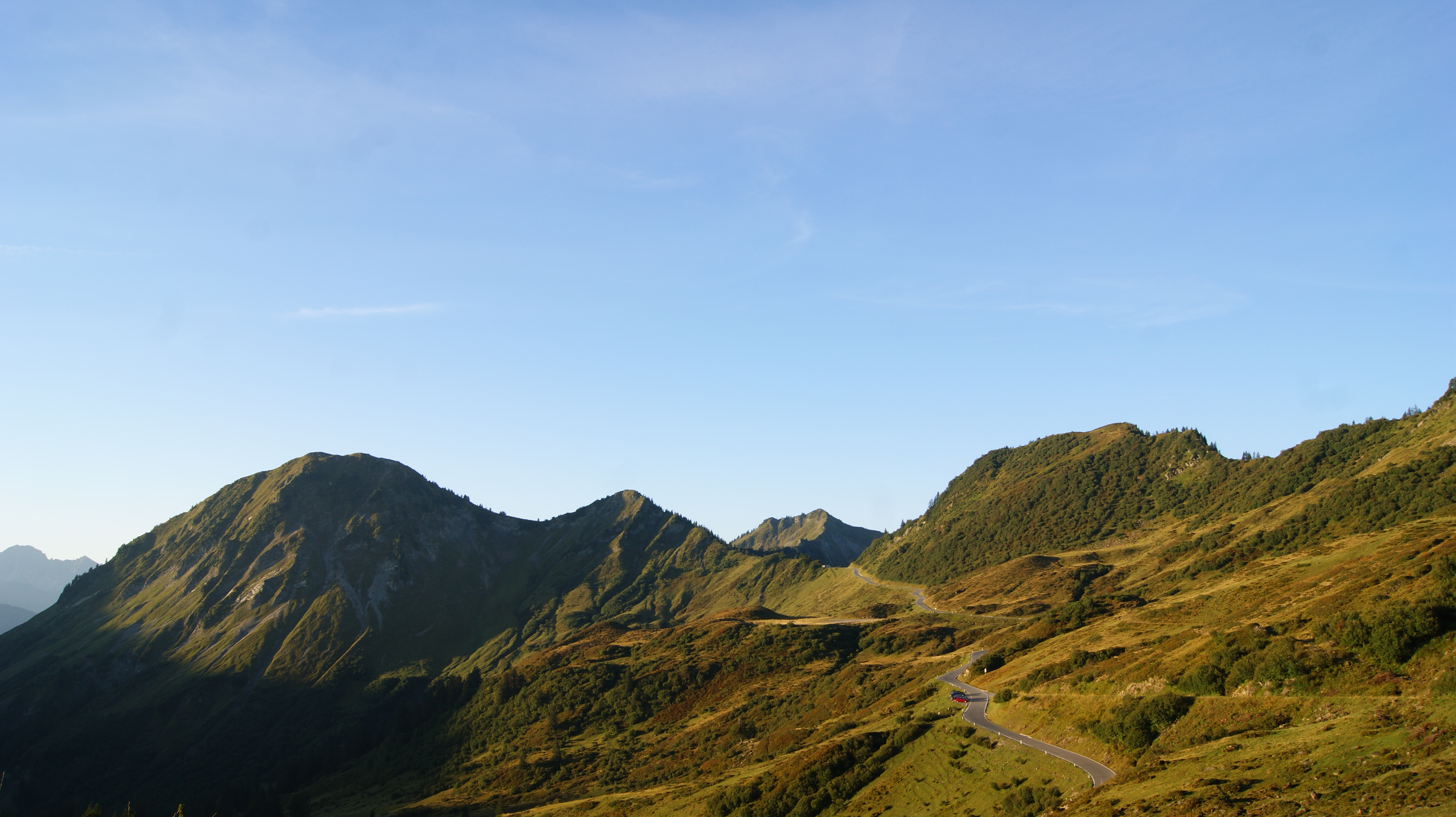
Furkajoch von Portlaalpe aus gesehen.

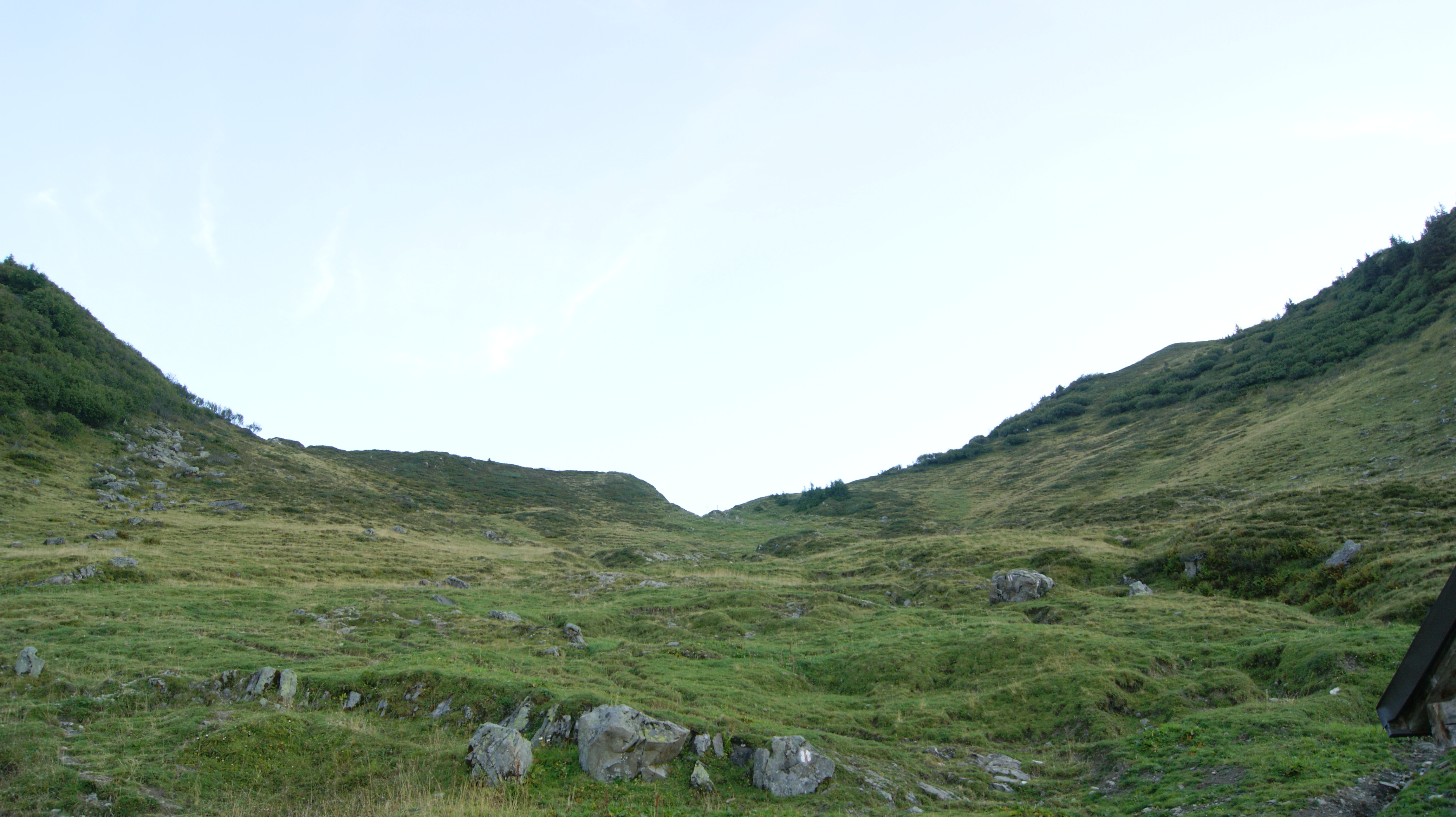
Portlafürkele oder Portlafürkili, der Übergang zur Alpe Süns und Startpunkt vieler Wanderwege.

Die Portlaalpe (auch: Alpe Portla) befindet sich auf 1710 m ü. A. und liegt auf dem Gebiet der Gemeinde Damüls. Es ist dies eine Alpe zur Weidung von Rindern und ein am selben Ort befindliches Flurstück. Die Alpe ist von der Furkastraße etwa 400 m entfernt, vom Furkajoch etwa 1500 m Luftlinie. Eigentümer der Alpe ist die Agrargemeinschaft Übersaxen. Sie besteht aus drei großen Alpgebäuden. Die Bewirtschaftungszeit beginnt jährlich Ende Juni bis in die erste Septemberwoche.

## Geschichte
In einer Urkunde aus dem Jahr 1412 wird der Verkauf des Alpbesitz an der Alpe Portla des Feldkircher Bürgers Jos Rilich an Käufer aus Übersaxen und Göfis dokumentiert.
Im Jahre 2003 erfolgte die Elektrifizierung der Alpe und 2011 wurde die Wasserversorgung mit einer Quellfassung durchgeführt und gesichert.

## Lage und Nutzung, Geologie
Die Portlaalpe befindet sich am westlichsten Ausläufer der Gemeindegrenze von Damüls und etwa 600 m Luftlinie von der Dornbirner Gemeindegrenze entfernt und etwa 850 m von der Gemeindegrenze von Laterns südlich des Portla Fürkele.
Die nutzbare Futterfläche der Alpe beträgt 183,4 ha. Jährlich werden Schwendearbeiten vom Alppächter und Arbeitern der Agrargemeinschaft in Hand- und Spanndiensten durchgeführt zur Zurückgewinnung von Weideland.
In unmittelbarer Nähe der Alpe Portla ist ein markanter Gletscherschliff zu sehen (Zufahrtsstraße zur Alpe, linke Seite).

## Tourismus
Die Portlaalpe ist nur im Sommer bewirtschaftet und Ausgangspunkt für Wanderungen auf den Portlakopf (1905), das Portlahorn (2010), Sünserkopf (2032), die Sünser Spitze (2061), Ragazer Blanken (2051, Bergstation der Sechsersesselbahn Ragaz), den Hochblanken (2068), den Hohen Freschen (2004), Matona (1998) etc. Im Winter ist diese Alpe Ausgangspunkt für anspruchsvolle Skitouren. Siehe auch: Damülser Berge.
Der Nordalpenweg (Österreichischer Weitwanderweg 01) führt über Faschina,  Damüls (1428 m), über die Alpe Portla zum Hohen Freschen und von dort nach Dornbirn (siehe: Vom Arlberg zum Bodensee).
Die nächstgelegene Stützpunkthütte für Wanderer ist das Freschenhaus (1840) unter dem Hohen Freschen.

## Gewässer
Östlich, direkt an einem Stallgebäude der Alpe vorbei, fließt ein Zufluss des Portlabachs, der etwa 120 m darüber aus einer Quelle bei Gewässerkilometer (GwKm) 0,605 entspringt und sich bei GwKm 1,32 mit dem Hauptzweig vereinigt und bei GwKm 6,18 (im Portlawald) in den Ladritschbach einmündet.

## Naturschutzgebiet
Die Portlaalpe war früher ein eigenes Pflanzenschutzgebiet und ist heute Teil des im Naturschutzgebietes Hohe Kugel – Hoher Freschen – Mellental.